# Fulvio Orsini
Fulvio Orsini (Roma, 11 dicembre 1529 – Roma, 18 maggio 1600) è stato un umanista, storico e archeologo italiano.

## Biografia

Fulvio Orsino

Figlio illegittimo di un Orsini del ramo di Mugnano, nel 1539 era entrato come chierichetto a San Giovanni in Laterano, dove le sue doti intellettuali gli avevano fatto presto guadagnare la protezione di Gentile Delfini, canonico lateranense, erudito e collezionista di antichità, che si occupò della sua formazione e lo presentò in seguito ai Farnese.
Nel 1544, egli figurava già sul "rotolo de' familiari" a carico del cardinale Alessandro sebbene fosse a servizio del cardinale Ranuccio (o, più probabilmente, addetto al Palazzo Farnese) come bibliotecario e nel 1555 Annibale Caro, il segretario di Alessandro, lo presentava già come "un giovane di molto merito, il quale è molto amico mio".
Alla morte di Ranuccio, egli rimase al servizio di Alessandro e, pur restando incaricato della biblioteca, funse presto da conservatore delle collezioni, pensionato e alloggiato al secondo piano del palazzo fino alla sua morte.
Appassionato collezionista di busti, monete e gioielli, la sua raccolta confluì dopo la morte in quella dei Farnese. Fu considerato dai contemporanei uno dei più grandi antiquari d'Europa.
Fu coinvolto nelle importanti campagne decorative di Annibale Carracci all'interno di Palazzo Farnese. La spettanza ad Orsini del programma iconologico degli affreschi del Camerino Farnese, studio-appartamento privato del cardinale Odoardo, è certa, ma anche in ordine alla celeberrima Galleria Farnese è stata avanzata l'ipotesi che l'ideazione degli Amori degli dèi che abitano le pareti dell'ambiente, possa essere frutto della sua ragguardevole erudizione classica.
Fulvio Orsini fu un genio del Rinascimento che combinò antiquaria e filologia nel suo lavoro di ricerca. "La sua biblioteca si sviluppò in "blocchi" di acquisizioni di libri umanistici: quelli di Angelo Colocci (1474-1549), ex insegnante di Orsini, Michele Forteguerri († dopo il 1560), Pomponio Laeto (1428-1498), Pietro Bembo (1470-1547), Ange Politien (1454-1494),...". Fulvio Orsini lasciò la sua collezione in eredità alla Biblioteca Vaticana alla sua morte nel 1600.